# Bir Tam Tam
Bir Tam Tam  (in arabo بئر طم طم‎?) è un centro abitato e comune rurale del Marocco situato nella provincia di Sefrou, regione di Fès-Meknès. Conta una popolazione di 9 141 abitanti (censimento 2014).